# 咕咚来了
《咕咚来了》是一部中国上海美术电影制片厂制作的动画作品。

## 剧情简介
三只小兔子在湖边玩耍，忽然湖中传来“咕咚”的一声，小兔子们吓了一跳，刚想上前看个究竟，湖中又传来一声“咕咚”，小兔子们被这“咕咚”声吓得跑开了，一边跑一边喊：“咕咚来了，快逃呀……”，跑的一路上，小兔子们先后遇到了小狐狸、小熊和小猴子，它们没有仔细了解清楚情况，只是听到吓坏了的小兔子不停地喊“咕咚来了”，就也害怕地跟着一起跑一起喊，“咕咚”逐渐地被小动物们描述成了一个“三个脑袋、八个腿”的可怕怪物。直到它们遇上青蛙，回到湖边仔细观察，才知道，“咕咚”不过只是成熟了的木瓜掉进湖水里发出的声音而已。